# Катастрофа Ту-104 в Алма-Аті
Рейс 3843 Аерофлоту був комерційним рейсом Радянського Союзу, який розбився 13 січня 1977 року через пожежу лівого двигуна поблизу аеропорту Алмати. Усі 90 осіб, які перебували на борту, загинули під час катастрофи.

## Літак та екіпаж
Аварія трапилася з літаком Туполєв Ту-104В, реєстраційний номер СССР-42369 в Аерофлоті. Літак був переданий Аерофлоту 31 жовтня 1958 року. На момент аварії літак мав наліт 27 189 годин і 12 819 посадок.
Льотний екіпаж складався з капітана, першого пілота, двох штурманів і бортінженера; у салоні були три бортпровідники.

## Хронологія аварії
Борт 3843 виконував рейс із Хабаровська в Алма-Ату через Новосибірськ. На другій ділянці рейсу літак вилетів із Новосибірська о 17:13 13 січня 1977 року. За 40 км від аеропорту Алма-Ати літак перебував на висоті 2100 м. Очевидці помітили горіння лівого двигуна літака приблизно за 15 км від аеропорту. Коли крило все ще горіло, він піднявся приблизно зі 180 м до 300 м перед падінням і вибухом у засніженому полі. Небо над аеропортом у той час було ясним, хоча через серпанок видимість становила 1850 м.
Літак врізався в землю під кутом 28° із креном на швидкості 150—190 км/год і повернутим на 200—210° відносно осі злітно-посадкової смуги. Фюзеляж розламався навпіл; передня частина фюзеляжу заглибилася в землю на 2 м. Задня частина фюзеляжу з хвостовим оперенням була відсунута назад на 18 м і не згоріла у вогні. Судово-медична експертиза показала, що під час польоту пасажири зазнали впливу чадного газу.

## Розслідування
Аварійна дошка показала, що лівий двигун літака горів протягом 10—15 хвилин. Вогонь посилився після уповільнення приземлення через зменшення потоку повітря, що пошкодило елементи керування. Літак заглух і впав за три кілометри від аеропорту.